# Gran Premio motociclistico di San Marino 1985
Il Gran Premio motociclistico di San Marino 1985 fu la dodicesima e ultima gara del Motomondiale 1985. Si disputò il 1º settembre 1985 sul Misano World Circuit (inizialmente era stato scelto l'Autodromo Enzo e Dino Ferrari di Imola, poi giudicato troppo pericoloso) e vide le vittorie di Eddie Lawson nella classe 500, di Carlos Lavado nella classe 250, di Fausto Gresini nella classe 125 e di Jorge Martínez nella classe 80.
Gresini è campione del mondo 125. Franco Uncini, in passato campione del mondo della 500, annuncia il ritiro dalle corse.

## Classe 500

### Arrivati al traguardo
| Pos | Pilota              | Moto         | Giri | Tempo     | Griglia | Punti |
| --- | ------------------- | ------------ | ---- | --------- | ------- | ----- |
| 1   | Eddie Lawson        | Yamaha       | 35   | 47:34.440 | 1       | 15    |
| 2   | Wayne Gardner       | Honda        | 35   | +17.520   | 2       | 12    |
| 3   | Randy Mamola        | Honda        | 35   | +21.610   | 5       | 10    |
| 4   | Raymond Roche       | Yamaha       | 35   | +28.090   | 7       | 8     |
| 5   | Ron Haslam          | Honda        | 35   | +1:03.350 | 4       | 6     |
| 6   | Franco Uncini       | Suzuki       | 35   | +1:18.270 | 10      | 5     |
| 7   | Gustav Reiner       | Honda        | 35   | +1:19.140 | 8       | 4     |
| 8   | Mike Baldwin        | Honda        | 35   | +1:20.220 | 9       | 3     |
| 9   | Fabio Biliotti      | Honda        | 34   | +1 giro   | 20      | 2     |
| 10  | Robert McElnea      | Heron-Suzuki | 34   | +1 giro   | 13      | 1     |
| 11  | Sito Pons           | Suzuki       | 34   | +1 giro   | 19      |       |
| 12  | Massimo Messere     | Honda        | 34   | +1 giro   | 22      |       |
| 13  | Wolfgang von Muralt | Suzuki       | 34   | +1 giro   | 18      |       |
| 14  | Dave Petersen       | Honda        | 34   | +1 giro   | 11      |       |
| 15  | Paul Lewis          | Heron-Suzuki | 34   | +1 giro   | 21      |       |
| 16  | Leandro Becheroni   | Suzuki       | 34   | +1 giro   | 15      |       |
| 17  | Boet van Dulmen     | Honda        | 34   | +1 giro   | 25      |       |
| 18  | Eero Hyvärinen      | Honda        | 34   | +1 giro   | 24      |       |
| 19  | Marco Papa          | Paton        | 33   | +2 giri   | 26      |       |
| 20  | Andreas Leuthe      | Suzuki       | 33   | +2 giri   | 31      |       |
| 21  | Andreas Pérez       | Suzuki       | 33   | +2 giri   | 29      |       |
| 22  | Carlos Morante      | Suzuki       | 32   | +3 giri   | 32      |       |
| 23  | Stelio Marmaras     | Suzuki       | 31   | +4 giri   | 33      |       |

### Ritirati
| Pilota             | Moto             | Giri | Motivo ritiro | Griglia |
| ------------------ | ---------------- | ---- | ------------- | ------- |
| Christian Sarron   | Yamaha           | 34   | Caduta        | 3       |
| Karl Truchsess     | Honda            | 32   |               | 17      |
| Dietmar Mayer      | Honda            | 16   |               | 30      |
| Marco Lucchinelli  | Cagiva           | 13   |               | 14      |
| Rob Punt           | Suzuki           | 7    |               | 27      |
| Armando Errico     | Honda            | 7    |               | 28      |
| Thierry Espié      | Chevallier-Honda | 6    |               | 28      |
| Didier de Radiguès | Honda            | 5    |               | 6       |
| Virginio Ferrari   | Cagiva           | 5    |               | 12      |
| Christian Le Liard | Honda            | 4    |               | 23      |

## Classe 250

### Arrivati al traguardo
| Pos | Pilota                 | Moto              | Tempo     | Griglia | Punti |
| --- | ---------------------- | ----------------- | --------- | ------- | ----- |
| 1   | Carlos Lavado          | Yamaha            | 41:57.990 | 1       | 15    |
| 2   | Anton Mang             | Honda             | +6.480    | 8       | 12    |
| 3   | Loris Reggiani         | Aprilia           | +13.360   | 3       | 10    |
| 4   | Manfred Herweh         | Real-Rotax        | +17.240   | 4       | 8     |
| 5   | Jean-Michel Mattioli   | Yamaha            | +19.860   | 6       | 6     |
| 6   | Fausto Ricci           | Honda             | +28.310   | 2       | 5     |
| 7   | Carlos Cardús          | Cobas-Rotax       | +37.450   | 13      | 4     |
| 8   | Stéphane Mertens       | Yamaha            | +38.740   | 15      | 3     |
| 9   | Dominique Sarron       | Honda             | +39.230   | 7       | 2     |
| 10  | Reinhold Roth          | Juchem-Yamaha     | +39.610   | 18      | 1     |
| 11  | Antonio Neto           | Cobas-Rotax       | +44.140   | 5       |       |
| 12  | Jean Foray             | Chevallier-Yamaha | +53.790   | 26      |       |
| 13  | Stefano Caracchi       | MBA               | +54.120   | 24      |       |
| 14  | Juan Garriga           | Cobas-Rotax       | +54.470   | 30      |       |
| 15  | Marcellino Lucchi      | Malanca           | +54.790   | 21      |       |
| 16  | Jacques Cornu          | Honda             | +55.760   | 19      |       |
| 17  | Massimo Broccoli       | Aprilia           | +1:07.320 | 33      |       |
| 18  | Guy Bertin             | Malanca           | +1:08.560 | 36      |       |
| 19  | Gary Noel              | EMC               | +1:09.290 | 34      |       |
| 20  | August Auinger         | Bartol            | +1:18.950 | 17      |       |
| 21  | Jean-Louis Guignabodet | MIG-Rotax         | +1:19.210 | 35      |       |
| 22  | Jean-François Baldé    | Yamaha            | +1:23.620 | 28      |       |
| 23  | René Delaby            | Rotax             | +1 giro   | 37      |       |
| 24  | Edwin Weibel           | Yamaha            | +1 giro   | 22      |       |
| 25  | Andy Watts             | EMC               | +1 giro   | 27      |       |
| 26  | Philippe Pagano        | Yamaha            | +2 giri   | 14      |       |

### Ritirati
| Pilota           | Moto          | Motivo ritiro | Griglia |
| ---------------- | ------------- | ------------- | ------- |
| Mario Rademeyer  | Yamaha        |               | 9       |
| Maurizio Vitali  | Garelli       |               | 12      |
| Siegfried Minich | Yamaha        |               | 16      |
| Pierre Bolle     | Honda         |               | 20      |
| Éric Saul        | Comoth        |               | 25      |
| Roland Freymond  | Yamaha        |               | 23      |
| Alan Carter      | Honda         |               | 31      |
| Harald Eckl      | Juchem-Yamaha |               | 29      |
| Niall Mackenzie  | Armstrong     |               | 11      |
| Donnie McLeod    | Armstrong     |               | 10      |

### Non partito
| Pilota            | Moto        | Griglia |
| ----------------- | ----------- | ------- |
| Luis Miguel Reyes | Cobas-Rotax | 32      |

### Non qualificati
| Pilota              | Moto    |
| ------------------- | ------- |
| Karl-Thomas Grässel | Honda   |
| Michel Galbit       | Yamaha  |
| Davide Tardozzi     | Malanca |
| Massimo Messere     | Honda   |
| Sergio Pellandini   | Honda   |
| Vincenzo Cascino    | Yamaha  |
| Antonio Garcia      | Cobas   |
| Jacky Onda          | Pernod  |
| Hubert Abold        | Honda   |
| Paolo Ferretti      | MBA     |
| Jose de Faveri      | JDF     |

## Classe 125

### Arrivati al traguardo
| Pos | Pilota             | Moto          | Tempo     | Griglia | Punti |
| --- | ------------------ | ------------- | --------- | ------- | ----- |
| 1   | Fausto Gresini     | Garelli       | 40:48.040 | 1       | 15    |
| 2   | Ezio Gianola       | Garelli       | +21.400   | 5       | 12    |
| 3   | Maurizio Vitali    | MBA           | +21.420   | 2       | 10    |
| 4   | Bruno Kneubühler   | LCR-MBA       | +40.710   | 8       | 8     |
| 5   | August Auinger     | MBA           | +41.020   | 9       | 6     |
| 6   | Domenico Brigaglia | MBA           | +1:01.030 | 4       | 5     |
| 7   | Olivier Liégeois   | MBA (KLS)     | +1:03.910 | 6       | 4     |
| 8   | Jussi Hautaniemi   | MBA           | +1:06.450 | 14      | 3     |
| 9   | Gastone Grassetti  | MBA           | +1:07.110 | 11      | 2     |
| 10  | Johnny Wickström   | MBA (Tunturi) | +1:07.120 | 13      | 1     |
| 11  | Jean-Claude Selini | MBA (ABF)     | +1:24.930 | 10      |       |
| 12  | Willy Pérez        | MBA (Zanella) | +1:25.350 | 16      |       |
| 13  | Thierry Feuz       | MBA           | +1:26.050 | 12      |       |
| 14  | Lucio Pietroniro   | MBA           | +1:26.670 | 15      |       |
| 15  | Norbert Peschke    | MBA           | +1 giro   | 18      |       |
| 16  | Alex Bedford       | MBA           | +1 giro   | 17      |       |
| 17  | Jacky Hutteau      | MBA           | +1 giro   | 19      |       |
| 18  | Robin Appleyard    | MBA           | +1 giro   | 26      |       |
| 19  | Anton Straver      | MBA           | +1 giro   | 24      |       |
| 20  | Mike Leitner       | MBA (EMCO)    | +1 giro   | 20      |       |
| 21  | Bady Hassaine      | MBA           | +1 giro   | 22      |       |
| 22  | Håkan Olsson       | MBA (Starol)  | +1 giro   | 28      |       |
| 23  | Christoph Bürki    | MBA           | +1 giro   | 32      |       |
| 24  | Fernando Gonzalez  | MBA           | +1 giro   | 35      |       |
| 25  | Adolf Stadler      | MBA           | +2 giri   | 27      |       |
| 26  | Peter Balaz        | MBA           | +2 giri   | 34      |       |

### Ritirati
| Pilota              | Moto | Motivo ritiro | Griglia |
| ------------------- | ---- | ------------- | ------- |
| Pier Paolo Bianchi  | MBA  |               | 3       |
| Pierfrancesco Chili | MBA  |               | 7       |
| Hugo Vignetti       | MBA  |               | 21      |
| Hubert Abold        | MBA  |               | 29      |
| Gerhard Waibel      | MBA  |               | 33      |
| Karl Dauer          | MBA  |               | 36      |
| Andrés Sánchez      | MBA  |               | 30      |
| Giuseppe Ascareggi  | MBA  |               | 23      |
| Michel Escudier     | MBA  |               | 25      |
| Helmut Lichtenberg  | MBA  |               | 31      |

## Classe 80

### Arrivati al traguardo
| Pos | Pilota              | Moto         | Tempo     | Griglia | Punti |
| --- | ------------------- | ------------ | --------- | ------- | ----- |
| 1   | Jorge Martínez      | Derbi        | 33:59.940 | 1       | 15    |
| 2   | Ian McConnachie     | Krauser      | +2.940    | 3       | 12    |
| 3   | Stefan Dörflinger   | Krauser      | +31.600   | 2       | 10    |
| 4   | Hans Spaan          | HuVo-Casal   | +52.040   | 5       | 8     |
| 5   | Gerd Kafka          | Seel         | +52.710   | 12      | 6     |
| 6   | Manuel Herreros     | Derbi        | +52.750   | 13      | 5     |
| 7   | Vittorio Sblendorio | Mancini      | +53.070   | 11      | 4     |
| 8   | Gerhard Waibel      | Real-Seel    | +1:08.690 | 9       | 3     |
| 9   | Theo Timmer         | HuVo-Casal   | +1:15.430 | 7       | 2     |
| 10  | Juan Ramón Bolart   | Autisa       | +1:27.040 | 10      | 1     |
| 11  | Herri Torrontegui   | JJ-Cobas     | +1 giro   | 16      |       |
| 12  | Richard Bay         | Rupp-Maico   | +1 giro   | 19      |       |
| 13  | Zdravko Matulja     | Ziegler      | +1 giro   | 20      |       |
| 14  | Johan Auer          | Eberhardt    | +1 giro   | 24      |       |
| 15  | Kees Besseling      | CJB          | +1 giro   | 23      |       |
| 16  | Serge Julin         | Bakker-Casal | +1 giro   | 21      |       |
| 17  | Massimo Fargeri     | RB           | +2 giri   | 25      |       |
| 18  | Chris Baert         | Eberhardt    | +2 giri   | 29      |       |
| 19  | Otto Machinek       | Hummel       | +3 giri   | 32      |       |
| 20  | Mika Sakari Komu    | Eberhardt    | +3 giri   | 33      |       |

### Ritirati
| Pilota             | Moto       | Motivo ritiro | Griglia |
| ------------------ | ---------- | ------------- | ------- |
| Paul Rimmelzwaan   | Harmsen    |               | 14      |
| Henk van Kessel    | HuVo-Casal |               | 15      |
| Rainer Kunz        | Ziegler    |               | 8       |
| Ángel Nieto        | Derbi      |               | 6       |
| Giuliano Tabanelli | BBFT       |               | 28      |
| René Dünki         | Zündapp    |               | 18      |
| Manuel Daniel      | Autisa     |               | 22      |
| Edward Rees        | Ziegler    |               | 24      |
| Pasquale Buonfante | RB         |               | 27      |
| Reiner Koster      | Casal      |               | 4       |
| Steve Mason        | MBA        |               | 30      |
| Jaimie Lodge       | Krauser    |               | 36      |

### Non partiti
| Pilota           | Moto     | Griglia |
| ---------------- | -------- | ------- |
| Salvatore Milano | Casal    | 17      |
| Paolo Priori     | Lusuardi | 31      |